# シナモン・チェイサーズ
シナモン・チェイサーズ（Cinnamon Chasers）は、イギリスのエレクトロニカミュージシャン。Russ Daviesによるソロプロジェクトである。

## 経歴
2009年9月11日にリリースした『Luv Deluxe』ではサマン・ケシャバス(Saman Keshavarz)とフランシス・ポララ(Francis Pollara)がミュージックビデオを担当し、Future Shorts Best of 2009に選ばれている。